# Manche

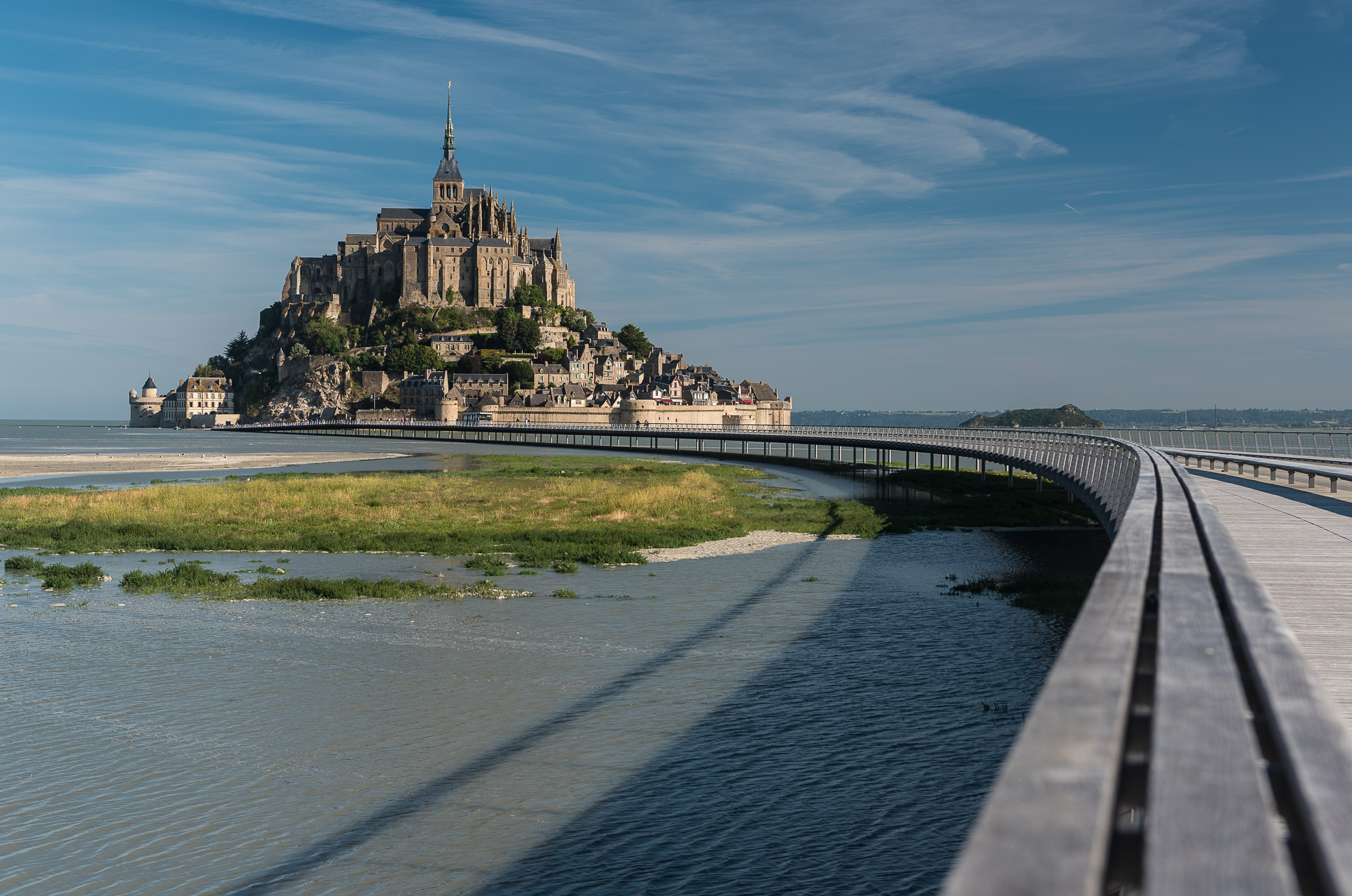
Mont-Saint-Michel ligger i departementet.

Manche är ett franskt departement i regionen Normandie. I den tidigare regionindelningen som gällde fram till 2015 tillhörde Manche regionen Basse-Normandie. Huvudort är Saint-Lô. Departementet har fått sitt namn efter Engelska kanalen (La Manche). 